# Округ Керолајн (Вирџинија)
Керолајн (енгл. Caroline County) је округ у америчкој савезној држави Вирџинија.

## Демографија
По попису из 2010. године број становника је 28.545, што је 6.424 (29,0%) становника више него 2000. године.
| Група             | 2000.          | 2010.          |
| Белци             | 13.710 (62,0%) | 18.145 (63,6%) |
| Афроамериканци    | 7.604 (34,4%)  | 8.375 (29,3%)  |
| Азијати           | 79 (0,4%)      | 178 (0,6%)     |
| Хиспаноамериканци | 295 (1,3%)     | 959 (3,4%)     |
| Укупно            | 22.121         | 28.545         |